# Kai-Peter Gläser
Kai-Peter Gläser (* 1964 in Potsdam) ist ein deutscher Schauspieler.

## Leben
Kai-Peter Gläser studierte von 1987 bis 1991 an der ehemaligen Theaterhochschule Leipzig und trat im Abschlussjahr sein erstes Engagement am Volkstheater Rostock an. 1995 gastierte er am Theater Plauen-Zwickau, danach wechselte er bis 1997 an das Berliner Ensemble. Nächste Station seiner Bühnenlaufbahn war von 1997 bis 1999 das Wiener Burgtheater, wo Gläser, wie bereits in Berlin, mit Einar Schleef zusammenarbeitete. Nach Deutschland zurückgekehrt, war er von 2002 bis 2007 am Theater der Altmark in Stendal verpflichtet. Weitere Stationen waren das Theater Konstanz sowie in Berlin die Tribüne und das Kriminal Theater.
Gläser spielte unter anderem in Stendal die Titelrolle in Georg Büchners Woyzeck und Major von Tellheim in Minna von Barnhelm von Gotthold Ephraim Lessing. Am Berliner Ensemble war er als Matti in Bertolt Brechts Herr Puntila und sein Knecht Matti zu sehen. In verschiedenen Inszenierungen von Dantons Tod (Büchner) verkörperte er die historischen Figuren Camille Desmoulins, Jean-François Delacroix und Pierre Philippeaux. Am Burgtheater wirkte Gläser 1998 in der Uraufführung von Elfriede Jelineks Sportstück unter der Regie von Einar Schleef mit.
Sporadisch arbeitet Gläser seit den 1990er-Jahren auch für Film und Fernsehen. Hier ist er bis heute überwiegend als Gastdarsteller in verschiedenen Familien- und Krimiserien zu sehen gewesen.
Kai-Peter Gläser war Vater einer Tochter, die im Mai 2007 bei einem häuslichen Unfall tödlich verunglückte. Er ist verheiratet und Vater von drei weiteren Kindern.  Er lebt in Berlin.

## Filmografie
- 1993: Wolffs Revier – Totentanz
- 1997: Polizeiruf 110 – Der Sohn der Kommissarin
- 2000: Polizeiruf 110 – Tote erben nicht
- 2001: Das Baby-Komplott
- 2001: Der Clown – Schwesterherz
- 2001: Polizeiruf 110 – Angst
- 2002: Zwei Seiten der Liebe
- 2008: SOKO Wismar – Opa ist tot
- 2008: Das Traumpaar
- 2009: Inga Lindström – Mia und ihre Schwestern
- 2009: SOKO Leipzig – Pest und Cholera
- 2010: In aller Freundschaft – Geheimniskrämerei
- 2011: Die Stein (4 Folgen)
- 2013: Der Kriminalist – Vergeltung
- 2013: Notruf Hafenkante – Das gestohlene Kind
- 2019: Notruf Hafenkante – Gier
- 2024: Familie Anders: Die rosarote Brille